# 十里铺街道 (西安市)
十里铺街道，是中华人民共和国陕西省西安市灞桥区下辖的一个乡镇级行政单位。

## 行政区划
十里铺街道下辖以下地区：
十里铺社区、长乐坡社区、长石社区、华清园社区、草北社区、尉家坡社区、李家堡社区、秦孟街社区、草南村、张家坡村、黄家坡村、高楼村、长乐坡村、小寨村、张家湾第一村、张家湾第二村、十里铺村、董家门村、尹家街村、米家崖村、蒋家湾村、周家坡村、苏王村、老人仓村、杜家街村和杨家湾村。